# Анри III
Анри III (на френски: Henri III de France; на полски: Henryk Walezy) е крал на Франция в периода 1574 – 1589 г. и първият избран монарх на Полско-литовската държава в периода 1573 – 1574.
С раждането си на 19 септември 1551 г. принц Анри, който е четвърти син на крал Анри II, получава титлата херцог на Анжу. През 1573 г. е избран за крал на Жечпосполита. След смъртта на брат си Шарл IX напуска Полша и се връща във Франция, за да бъде коронясан като френски крал. Анри винаги е бил любимият син на майка си Катерина де Медичи, която постоянно го е закриляла и подкрепяла.

## Младост
Преди да се възкачи на трона, Анри е ръководител на кралската армия в хугенотските войни и печели две големи победи в битките при Жарнак и Монтокур. През 1572 г. взема участие в организацията на Вартоломеевата нощ. Той е хомосексуален.

## Възкачване на трона и царуване
Царуването му е време на хаос в държавата и подновяване на религиозните войни. През 1576 г. Анри III подписва декрет, с който дава редица привилегии на хугенотите. Действията му карат католическия екстремист херцог Анри дьо Гиз да формира Католическа лига. След много интриги и преговори, кралят отменя привилегиите на хугенотите.
През 1584 г. умира братът на краля, престолонаследникът херцог Франсоа Анжу. Съгласно салическия закон следващ в реда на наследяването е хугенотът Анри дьо Бурбон, крал на Навара и херцог на Вандом. Бурбонският принц е пряк потомък на крал Луи IX. Под натиска от страна на херцог дьо Гиз Анри III издава декрет, с който задължава Анри дьо Бурбон да приеме католицизма, ако иска да стане френски крал.
На 12 май 1588 г. Анри дьо Гиз влиза в Париж, начело на въстание и прогонва краля в Блоа. На 23 декември 1588 г. в замъка Блоа пристигат за преговори с краля херцог дьо Гиз и брат му кардинал дьо Гиз. Съобщено им е, че кралят иска да ги види в частния си кабинет, който граничи със спалнята му. Там двамата аристократи биват убити по заповед на Анри III. За да е сигурен, че родът Гиз няма да се бунтува повече, кралят затваря сина на херцога. Макар и лъжец и жесток човек, херцог дьо Гиз е много популярен в страната и населението се обръща срещу Анри III. Парламентът го определя като престъпник и той напуска Париж, за да обедини силите си с Анри дьо Бурбон.

## Покушение
На 1 август 1589 г. Анри III се приготвя за последна атака на разбунтувалия се Париж, когато един млад монах на име Жак Клеман иска да се види с краля, за да му предаде важни документи. Клеман дава на Анри III пакет вестници и заявява, че има тайно съобщение за него. Кралят сигнализира на слугите си, да оставят спокойно монаха да се приближи към него и Клеман го намушква с нож в стомаха. В началото раната не изглежда фатална, но въпреки това Анри III дава заповед на офицерите си да служат на Анри дьо Бурбон като техен нов крал. На следващата сутрин краля умира.
Въпреки че на 13 февруари 1575 г. се жени за Луиз дьо Лорен, Анри III не е почитан от гражданите и благородниците, тъй като често парадира с женски тоалети и е придружаван редовно от своите фаворити и млади слуги. Бездетен, той е последният френски крал от династията Валоа. Наследилият го наварски крал Анри IV е първият монарх на Франция от династията Бурбони.